# 天主教波羅克瓦尼教區
天主教波羅克瓦尼教區（拉丁語：Dioecesis Polokwanensis）是南非一個羅馬天主教教區，屬比勒陀利亞總教區。

## 歷史
教區的前身是北德蘭士瓦監牧區，成立於1910年12月22日，1939年6月23日升為彼得斯堡自治會院區。1988年12月15日升為教區。2009年9月4日易名至今。

## 現況
教區位於林波波省北部。2004年有教友86,268人（佔轄區總人口3.5%）、十二個堂區、二十三名司鐸。現任教區主教為耶肋米亞·馬迪梅特賈·馬塞拉。